# Astrophorina
Los astroforinos (Astrophorina) son un suborden de esponjas de mar de la clase Demospongiae. Anteriormente, era considerado un orden con el nombre Astrophorida.
Algunos de los miembros de este orden son comidos por la tortuga Eretmochelys imbricata.